# إريك جيل
آرثر إريك روتن جيل، (22 فبراير 1882 - 17 نوفمبر 1940)، نحات ومصمم إنجليزي. رغم أن قاموس أكسفورد للسير الذاتية الوطنية يصف جيل بأنه أعظم فنان وحرفيّ في القرن العشرين: ناقش حروف ومصمم عبقري، إلا أنه بقيَ شخصيّة مثيرة للجدل بعد الكشف عن اعتداءه الجنسي على اثنتين من بناته.
ولد جيل في برايتون ونشأ في تشيتشيستر، إذ التحق بالكلية المحلية قبل أن ينتقل إلى لندن. هناك تدرّب مع شركة من المهندسين المعماريين الكنسيين وتلقى دروسًا مسائية في البناء الحجري والخط. تخلى جيل عن تدريبه في هندسة العمارة وأسس شركة معنيّة بحفر النقوش التذكارية للمباني وشواهد القبور. كما بدأ بتصميم صفحات عناوين الفصول للكتب.
في شبابه كان جيل عضوًا في الجمعية الفابية، لكنه استقال لاحقًا. بدايةً، كان مع حركة الفنون والحرف اليدوية بحلول عام 1907، كان يلقي المحاضرات وينظم حملات ضد إخفاقات الحركة. أصبح كاثوليكيًا رومانيًا عام 1913 وظل كذلك لبقية حياته. أنشأ جيل سلسلة من المجتمعات الحرفية، لكل منها كنيسة صغيرة في وسطها مع التركيز على العمل اليدوي بدلًا من الأساليب الصناعية الحديثة. كانت أولى هذه المجتمعات في ساسكس هي نقابة القديس يوسف وسانت دومينيك للحرفيين الكاثوليك. العديد من أعضاء النقابة، بما في ذلك جيل، كانوا أيضًا أعضاء في وسام القديس الثالث.
عام 1924، تركت عائلة جيل ديتشلينغ وانتقلت إلى دير منعزل ومهجور في الجبال السوداء في ويلز. ارتفعت رغبة جيل في أن ينأى بنفسه عما اعتبره مجتمعًا علمانيًا وصناعيًا بشكل متزايد، وقد أثبت من خلال الوقت الذي عاشه أن مسيرته الفنية كانت الأكثر إنتاجية. صنع جيل تماثيل المسيح النائم (1925) والترسب (1925). في العقد الأخير من حياته، أصبح جيل نحاتًا معماريًا، حيث أنجز أعمالًا كبيرة وعالية المستوى لمباني وسط لندن بما في ذلك المقر الرئيسي لهيئة الإذاعة البريطانية ورائد مترو أنفاق لندن. على الرغم من تدهور صحته، كان جيل نشطًا كنحات حتى الأسابيع الأخيرة من حياته، تاركًا العديد من الأعمال التي كان يتعين على مساعديه إكمالها بعد وفاته.
كان جيل كاتبًا غزير الإنتاج في الشؤون الدينية والاجتماعية، مع حوالي 300 عمل مطبوع بما في ذلك الكتب والنشرات باسمه. كثيرًا ما أثار الجدل بسبب معارضته للتصنيع والتجارة الحديثة واستخدام الآلات في كل من المنزل ومكان العمل. في السنوات التي سبقت الحرب العالمية الثانية، اعتنق المسالمة والقضايا اليسارية.
لم تقيد معتقدات جيل الدينية من نشاطه الجنسي، والذي تضمن العديد من العلاقات خارج نطاق الزواج. تتناقض آراؤه الدينية وموضوعه مع سلوكه الجنسي المنحرف، بما في ذلك، كما هو موصوف في مذكراته الشخصية، اعتداءه الجنسي على بناته، وعلاقته مع واحدة على الأقل من أخواته، وتجاربه الجنسية مع كلبه، التي منذ أن كشف عنها في عام 1989، كان هناك عدد من الدعوات لإزالة أعمال جيل من المباني العامة والمجموعات الفنية.

## سيرة شخصية

### النشأة
وُلد إريك جيل عام 1882 في هاميلتون، برايتون، وهو الثاني من بين 13 طفلًا من أبناء القس آرثر تيدمان جيل و(سيسلي) روز كينغ (المتوفاة عام 1929)، والتي كانت سابقًا مغنية محترفة في الأوبرا تحت اسم روز لو روي. ترك آرثر تيدمان جيل الأبرشانيين (طائفة من البروتستانت المسيحية) في عام 1878 بسبب الخلافات العقائدية وأصبح وزيرًا لطائفة من الميثوديين الكالفينيين المعروفين باسم كونتيسة هانتينغدون كونيكسيون. وُلِد آرثر في البحار الجنوبية، حيث كان والده، جورج جيل، وزيرًا ومُبشّرًا. كان إريك جيل الأخ الأكبر للفنان الغرافيكي ماكس جيل (1884-1947). أصبح اثنان من إخوته الآخرين، رومني وسيسيل، مبشرين إنجليكانيين بينما أصبحت أختهم مادلين راهبة وقامت أيضًا بالعمل التبشيري.
في عام 1897، انتقلت العائلة إلى تشيتشستر، حيث غادر آرثر تيدمان جيل كونتيسة هانتينغدون، وأصبح طالبًا ناضجًا في كلية تشيتشيستر اللاهوتية وانضم إلى كنيسة إنجلترا. درس إريك جيل في مدرسة تشيتشيستر الفنية، حيث حصل على جائزة الملكة لرسم المنظور وطوّر شغفه بالحروف. في وقت لاحق من حياته، أتى جيل على ذِكر الألواح الحجرية النورمانية العائدة للعصور الوسطى الموجودة في كاتدرائية تشيتشيستر باعتبارها ذات تأثير كبير على منحوتاته. عام 1900، أصيب جيل بخيبة أمل من تشيتشيستر وانتقل إلى لندن للتدرّب كمهندس معماري مع دبليو دي كاروي، المتخصص في الهندسة المعمارية الكنسية مع مكتب كبير بالقرب من وستمنستر آبي.

### لندن 1900–1907
بسبب إحباطه من تدريبه المعماري، أخذ جيل دروسًا مسائية في فن الحجارة في معهد وستمنستر التقني، ومن عام 1901، أخذ أيضًا دروسًا في الخط في المدرسة المركزية للفنون والحرف اليدوية بينما كان يواصل العمل في كارو. دورة الخط كان يديرها إدوارد جونستون، مبتكر خط مترو أنفاق لندن، والذي أصبح له تأثير قوي ودائم على جيل.
خلال عام 1903، تخلى جيل عن التدريب في الهندسة المعمارية ليصبح خطاطًا، وناقشًا للحروف. بعد أن أنجزَ نسخة من لوح حجري صغير من كنيسة وستمنستر، كان أول نقش عام لجيل هو لوحة تذكارية حجرية، في كاتدرائية تشيتشيستر. من خلال اتصال في المدرسة المركزية، وُظّف جيل لتنفيذ قطع النقش على شاهد قبر في مقبرة بروكوود في ساري. بناءً على توصية جونستون، نفّذ جيل تصاميم لعناوين الفصول والصفحات لدور النشر. وظف سميث أند سون جيل لرسم الحروف على واجهات العديد من مكتباتهم بما في ذلك، في عام 1903، متجرهم في باريس.
في عام 1904 تزوج جيل من إثيل هيستر مور (1878-1961)، وهي طالبة فنون سابقة، عُرفت فيما بعد باسم ماري، وهي ابنة رجل أعمال كان أيضًا مسؤولًا في كاتدرائية تشيتشيستر. بعد فترة قصيرة في باترسي، انتقل الزوجان إلى غرب لندن، بحلول عام 1907، كان يكتب ويلقي الخطب حول الإخفاقات، النظرية والعملية، للحركة الحرفية في مقاومة تقدم الإنتاج الضخم.
في مذكراته، سجّل جيل علاقتين غراميتين أثناء إقامته في هامرسميث. كان على علاقة قصيرة مع خادمة الأسرة عندما كانت زوجته حامل ثم علاقة مع ليليان ميتشام، التي التقى بها من خلال الجمعية الفابية. زار جيل وميشام أوبرا باريس وكاتدرائية شارتر معًا وعندما انتهت علاقتهما، أصبحت متدربة في ورشة جيل وبقيت صديقة للعائلة طوال حياتها.

### قرية ديتشلينغ 1907-1913
في عام 1907، انتقل جيل مع عائلته إلى سوبيرس، وهو منزل في قرية ديتشلينغ في ساسكس، والذي أصبح فيما بعد مركزًا لمجتمع الفنانين المستوحى من جيل. على الرغم من أنه بحلول أبريل 1908، أنشأ جيل ورشة عمل في ديتشلينغ وقام بحل شراكته التجارية مع لورانس كريستي، إلا أنه استمر في قضاء فترات طويلة من الوقت في لندن في زيارة العملاء وإلقاء المحاضرات بينما نظمت زوجته إثيل منزلهم وممتلكاتهم الصغيرة في ساسكس. في لندن، كان جيل يقيم في مسكنه القديم في لنكولن إن مع شقيقه ماكس أو مع أخته غلاديس وإرنست لوتون، زوجها المستقبلي. واصل جيل التركيز على الحروف والنقوش للأعمال الحجرية والعمل تلميذ لأعماله في الكتابة. بدأ أيضًا في استخدام تقنيات النقش على الخشب لعمله في الرسم التوضيحي لكتابه، ولا سيما لطبعة عام 1907 من كتاب هوميروس للكونت كيسلر.